# Dorian Descloix
Dorian Descloix (* 14. März 1988 in Montpellier) ist ein ehemaliger französischer Tennisspieler.

## Karriere
Dorian Descloix spielte hauptsächlich auf der ATP Challenger Tour und der ITF Future Tour. Er feierte drei Doppeltitel auf Future-Turnieren.
Sein Debüt im Doppel auf der ATP World Tour wollte er im Februar 2014 bei den Open Sud de France geben, wo er mit Gaël Monfils als Doppelpartner antreten wollte. Vor der ersten Hauptrunde mussten sie die Teilnahme jedoch zurückziehen. 2015 trat er schließlich mit Monfils als Partner an gleicher Stelle an und kam so zu seinem einzigen Einsatz auf der World Tour. Die Paarung verlor in zwei Sätzen gegen Marcus Daniell und Artem Sitak. 
2018 spielte er sein letztes Profiturnier. 2020 listete die ITF ihn als zurückgetreten.